# David Pujol i Roca
David Maria Pujol i Roca (El Pont d'Armentera, 1894 – Medellín (Colòmbia), 1979) fou monjo benedictí a Montserrat i musicòleg.

## Biografia
Iniciat en la música pel seu oncle sacerdot, David Pujol i Ferrer (1864-1934), el 1903 ingressà a l'escolania de Montserrat, on fou deixeble dels monjos Manuel Guzmán i Ramir Escofet (1901-1919). Vestí l'hàbit benedictí a Montserrat (1913), on professà de monjo, cursà els estudis eclesiàstics i fou ordenat de sacerdot el 1921. Rebé classes d'harmonia del mestre Josep Barberà a Barcelona, de contrapunt i fuga amb Vicenç Maria Gibert i amplià els de cant gregorià amb Gregori Maria Sunyol. Dins la comunitat tingué durant un temps el càrrec de formador dels estudiants i conseller de l'abat; durant un breu període va ser superior del monestir del Miracle (1932-1933). Succeí el pare Sunyol en la direcció del cor de Montserrat (1927-1932 i 1939-1949) i reemplaçà el P. Anselm Ferrer en la direcció de l'Escolania (1933-1936 i 1939-1953), institució que renovà i enriquí; quan David Pujol en plegà, se'n feu càrrec el pare Ireneu Segarra.
A Montserrat també es dedicà a la musicologia. Estudià l'obra dels músics montserratins i inicià l'edició de la col·lecció Mestres de l'Escolania de Montserrat, de la que en publicà cinc volums (els tres primers de l'obra completa de Joan Cererols i Fornells i dos volums de música instrumental de diversos autors), i en tenia un altre en premsa el 1936. Anys a venir, en preparà dos mes sobre el pare Cererols, publicats el 1975 i el 1981. Dirigí l'Escolania en gran nombre de gravacions de discos de "pedra" que assoliren força anomenada. A més, promogué els estudis musicals entre els monjos de la comunitat.
Fundà la revista Música Sacra Española (1939), i publicà diversos treballs de caràcter musicològic, a més d'uns Estudios de canto gregoriano. Com a compositor, ens ha llegat diverses obres vocals religioses. Fou professor de cant gregorià al Pontificio Istituto di Musica Sacra de Roma (1950). El 1953, juntament amb Andreu Ripoll, Bernardo Simeón i Dámaso Camps, fundà l'abadia benedictina de Santa María a Envigado-Medellín (Colòmbia), d'on en fou superior, i creà el Colegio Monasterio de los Benedictinos (1958) (vegeu-ne alguns apunts històrics a l'enllaç).
D'entre els alumnes de David Pujol, en destaquen el futur abat Cassià Maria Just, el compositor Ángel Martín Pompey, el director d'orquestra Àngel Recasens i Galbas i l'organista José Hernando Montoya Betancur.

## Obres de David Pujol
- Ave Maria

### Obres de David Pujol
- Joan Cererols. David Pujol, transcripció i estudi Obres completes del P. Joan Cererols (1618-1681) Montserrat: Abadia de Montserrat
  - Volum I: Salms i Himnes, 1930 (Segona edició 1981)
  - Volum II: Misses, 1931 (Segona edició 1982)
  - Volum III: Villancets, 1932 (Segona edició 1983)
  - Volum IV: Cinc misses, 1975
  - Volum V: Antífones, salms, himnes, misses, motets, lletanies i villancets, 1981
- David Pujol Les archives de musique de l'Abbaye de Montserrat publicat a Société internationale de musicologie. Premier congrès : Liège, 1er au 6 septembre 1930. Compte rendu, Liege, 1931
- David Pujol, transcripció, revisió i anotació Música instrumental I: Miquel López, Narcís Casanoves Montserrat: Abadia de Montserrat, 1934 (reedició 1984)
- David Pujol, transcripció, revisió i anotació Música instrumental II: Anselm Viola, Felip Rodríguez, Joseph Vinyals Montserrat: Abadia de Montserrat, 1936 (reedició 1990)
- David Pujol Estudios de canto gregoriano Montserrat: Abadia de Montserrat, 1943 (reedició 1955)
- Tomás Luis de Victoria. David Pujol, edició Due seraphim: motete a 4 voces iguales Montserrat: Monasterio de Montserrat, 1947
- David Pujol Polifonía española desconocida conservada en el archivo capitular de la catedral de Guatemala y de la iglesia parroquial de Santa Eulalia de Jacaltenango, publicat a Anuario Musical. Instituto Español de Musicología volumen XX (1965)

### Obres sobre David Pujol
- Ireneu Sagarra Breu diccionari biogràfic dels mestres de l'Escolania i els seus col·laboradors publicat a Guia Musical suplement 2 (1969)
- Gregori Estrada i Gamissans David Pujol i Roca (1894-1979) publicat a Butlletí de la Societat Catalana de Musicologia I (1979)
- Gregori Estrada David Pujol i Roca. Monjo, musicòleg i fundador publicat a Serra d'Or (desembre 1994)